# Coeficient de Seebeck

Diagrama del generador termoelèctric

El coeficient de Seebeck (també conegut com a termopotència, potència termoelèctrica i sensibilitat termoelèctrica) d'un material és una mesura de la magnitud d'una tensió termoelèctrica induïda en resposta a una diferència de temperatura a través d'aquest material, tal com és induïda per l'efecte Seebeck. La unitat SI del coeficient de Seebeck és volts per kelvin (V/K), encara que es dona més sovint en microvolts per kelvin (μV/K).
L'ús de materials amb un alt coeficient de Seebeck és un dels molts factors importants per al comportament eficient dels generadors termoelèctrics i refrigeradors termoelèctrics. Podeu trobar més informació sobre materials termoelèctrics d'alt rendiment a l'article Materials termoelèctrics. En els termoparells, l'efecte Seebeck s'utilitza per mesurar temperatures, i per a la precisió és desitjable utilitzar materials amb un coeficient Seebeck que sigui estable en el temps. Una manera de definir el coeficient de Seebeck és la tensió acumulada quan s'aplica un petit gradient de temperatura a un material i quan el material ha arribat a un estat estacionari on la densitat de corrent és zero a tot arreu. Si la diferència de temperatura Δ T entre els dos extrems d'un material és petita, el coeficient de Seebeck d'un material es defineix com:
{\displaystyle S=-{\Delta V \over \Delta T}}
on ΔV és la tensió termoelèctrica que es veu als terminals. (Vegeu a continuació per obtenir més informació sobre els signes de ΔV i ΔT.)
| Material         | coeficient de Seebeck respecte al platí (μV/K) |
| ---------------- | ---------------------------------------------- |
| Seleni           | 900                                            |
| Tel·luri         | 500                                            |
| Silici           | 440                                            |
| Germani          | 330                                            |
| Antimoni         | 47                                             |
| Nicrom           | 25                                             |
| Molibdè          | 10                                             |
| Cadmi, tungstè   | 7.5                                            |
| Or, plata, coure | 6.5                                            |
| Rodi             | 6.0                                            |
| Tàntal           | 4.5                                            |
| Dirigir          | 4.0                                            |
| Alumini          | 3.5                                            |
| Carboni          | 3.0                                            |
| Mercuri          | 0,6                                            |
| Platí            | 0 (definició)                                  |
| Sodi             | -2,0                                           |
| potassi          | -9,0                                           |
| Níquel           | -15                                            |
| Constantan       | -35                                            |
| Bismut           | -72                                            |